# 鳴門海峽
34°14′30.56″N 134°39′4.57″E / 34.2418222°N 134.6512694°E
鳴門海峽（日语：／ Naruto kaikyō */?）是日本的一個海峽，位於淡路島（兵庫縣南淡路市）與四國大毛島、島田島（德島縣鳴門市）之間的海峡，也被稱為大鳴門；海峽兩側為瀨戶內海播磨灘和紀伊水道相連，海峽上建有大鳴門橋連結淡路島與四國。這裡以在漲潮與退潮時發生的鳴門漩渦而聞名，有大量觀光客到此來觀賞漩渦。
海峽最狹窄距離只有約1.4公里，之間有一被稱為「中瀨」的淺灘及裸島（現已成為大鳴門橋其中一個橋墩的架設位置），此最狹窄處中間的海底深度約90公尺，而其靠瀨戶內海一側的海底深度達200公尺，靠紀伊水道側則有深度約140公尺的海釜地形（小型的海底盆地）。由於海峽兩側的播磨灘和紀伊水道之間的潮位時間差，潮位差距最大時達1.5公尺，通過鳴門海峽的水流速度則會達到每小時20公里，為日本國內潮流最快的地方，也因此會產生了著名的鳴門漩渦，漩渦最大時直徑可超過20公尺。
由於海流的緣故，海峽中可供船隻通行的寬度僅有約500公尺，2002年至2006年期間，在大鳴門橋下發生的海難事故中，就有五件是因為海流過大讓船隻無法操控而造成。
而「鳴門」的名稱正是因為漩渦產生的聲音，被稱為「會叫的瀨戶內海」（日文發音：Naru setonaikai）簡化後稱為Naruseto，最後漢字轉寫為鳴門。

過去原本有淡路渡船所經營的渡輪往返四國及淡路島，但在大鳴門橋完工通車十年後的1995年也停止營運，現要陸上交通通過海峽僅能依賴神戶淡路鳴門自動車道的大鳴門橋。
| 播磨灘 淡路島 四国 紀伊水道 鳴門海峡 大鳴門 小鳴門 大毛島 島田島 |
| 由陸地衛星7號 (Landsat 7) 拍攝的鳴門海峡。 ※已用文字標識出地名   |

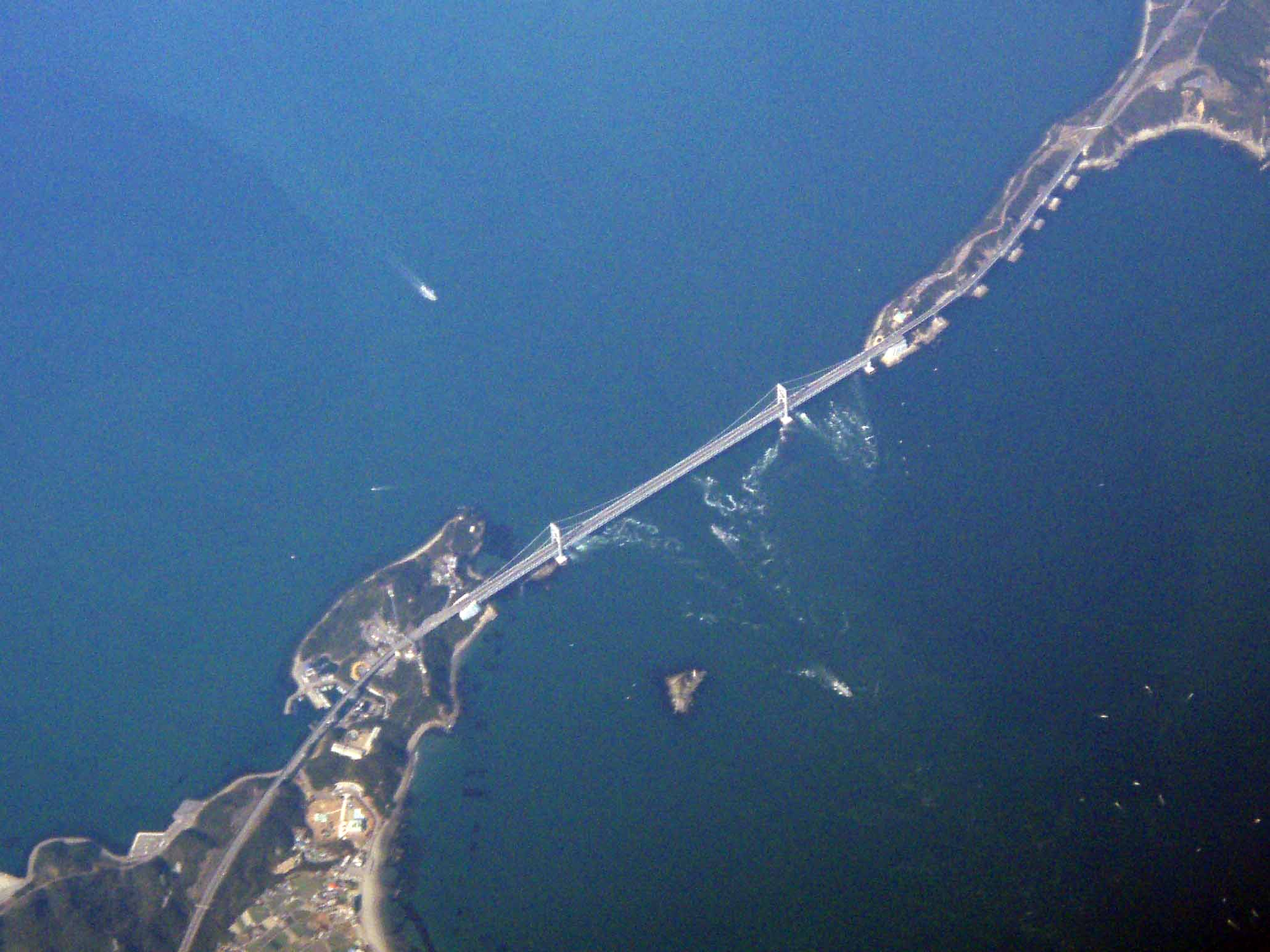
鳴門海峽最狹窄處及大鳴門橋空拍圖